# Prostominia scotti
Prostominia scotti es una especie de coleóptero de la familia Salpingidae.

## Distribución geográfica
Habita en las islas Seychelles.